# Coppa del Mondo di combinata nordica 1991
La Coppa del Mondo di combinata nordica 1991, ottava edizione della manifestazione organizzata dalla Federazione Internazionale Sci, ebbe inizio il 15 dicembre 1990 a Trondheim, in Norvegia, e si concluse il 23 marzo 1991 a Sankt Moritz, in Svizzera.
Furono disputate 8 gare in altrettante località, tutte individuali Gundersen: 7 su trampolino normale, 1 su trampolino lungo. Nel corso della stagione si tennero in Val di Fiemme i Campionati mondiali di sci nordico 1991, non validi ai fini della Coppa del Mondo, il cui calendario contemplò dunque un'interruzione nel mese di febbraio.
Il norvegese Fred Børre Lundberg si aggiudicò la coppa di cristallo, il trofeo assegnato al vincitore della classifica generale. Non vennero stilate classifiche di specialità; Klaus Sulzenbacher era il detentore uscente del trofeo.

## Risultati
| Data             | Località       | Nazione   | Trampolino            | Spec.       | Primo               | Secondo             | Terzo               |
| ---------------- | -------------- | --------- | --------------------- | ----------- | ------------------- | ------------------- | ------------------- |
| 15 dicembre 1990 | Trondheim      | Norvegia  | Granåsen K90          | IN NH/15 km | Fred Børre Lundberg | Trond Einar Elden   | Klaus Sulzenbacher  |
| 29 dicembre 1990 | Oberwiesenthal | Germania  | Fichtelberg K90       | IN NH/15 km | Klaus Sulzenbacher  | Fred Børre Lundberg | Hippolyt Kempf      |
| 5 gennaio 1991   | Schonach       | Germania  | Langenwaldschanze K90 | IN NH/15 km | Fred Børre Lundberg | Hippolyt Kempf      | Hans-Peter Pohl     |
| 12 gennaio 1991  | Bad Goisern    | Austria   | Kalmberg K90          | IN NH/15 km | Klaus Sulzenbacher  | Hippolyt Kempf      | Fred Børre Lundberg |
| 2 marzo 1991     | Lahti          | Finlandia | Salpausselkä K90      | IN NH/15 km | Trond Einar Elden   | Thomas Abratis      | Fred Børre Lundberg |
| 8 marzo 1991     | Falun          | Svezia    | Lugnet K89            | IN NH/15 km | Trond Einar Elden   | Fabrice Guy         | Klaus Sulzenbacher  |
| 15 marzo 1991    | Oslo           | Norvegia  | Holmenkollen K105     | IN LH/15 km | Trond Einar Elden   | Fred Børre Lundberg | Frode Moen          |
| 23 marzo 1991    | Sankt Moritz   | Svizzera  | Olympiaschanze K94    | IN NH/15 km | Klaus Sulzenbacher  | Masashi Abe         | Trond Einar Elden   |

Legenda:

IN = individuale Gundersen

NH = trampolino normale

LH = trampolino lungo

## Classifiche

### Generale
| Pos. | Nome                | Nazione          | Punti |
| ---- | ------------------- | ---------------- | ----- |
| 1    | Fred Børre Lundberg | Norvegia         | 142   |
| 2    | Klaus Sulzenbacher  | Austria          | 137   |
| 3    | Trond Einar Elden   | Norvegia         | 123   |
| 4    | Hippolyt Kempf      | Svizzera         | 78    |
| 5    | Allar Levandi       | Unione Sovietica | 60    |
| 6    | Fabrice Guy         | Francia          | 59    |
| 7    | Masashi Abe         | Giappone         | 54    |
| 8    | Knut Tore Apeland   | Norvegia         | 52    |
| 9    | Frode Moen          | Norvegia         | 37    |
| 10   | Thomas Abratis      | Germania         | 34    |
|      | Klaus Ofner         | Austria          | 34    |
|      | Hans-Peter Pohl     | Germania         | 34    |

### Nazioni
| Pos. | Nazione  | Punti |
| ---- | -------- | ----- |
| 1    | Norvegia | 456   |
| 2    | Austria  | 211   |
| 3    | Svizzera | 134   |
| 4    | Francia  | 119   |
| 5    | Germania | 112   |